# Liste der Petzi-Bücher
Die Petzi-Bücher sind vom Carlsen Verlag herausgegebene Kinderbücher mit den Abenteuern von Petzi. Ursprünglich wurden die Petzi-Geschichten in Zeitungen veröffentlicht. Durch die Übertragung in Kinderbücher wurden einige Bildfolgen weggelassen.
Der belgische Verlag Casterman machte den Versuch, die ursprüngliche Geschichte vollständig und in der richtigen Reihenfolge aufzulegen, stellte dies aber nach Band 21 („Petzi dans l’île Robinson“) ein.

## Name und Inhalt der klassischen Petzi-Bücher

### Bände 1 bis 31
Diese Bände enthalten die großen Schiffsreisen.
Erste Ziffer: heutige Nummerierung, zweite Ziffer: Reihenfolge der Veröffentlichung bei Carlsen
1 (1) Petzi baut ein Schiff (1953)
- DK: Rasmus Klump bygger skib
- E: Pechi construye un barco (1, 1972)
- FIN: Rasmus Nalle rakentaa laivan
- FO (Färöer): Rasmus Tøppur byggir skip (1)
- I: Petzi e la nave
- IS: Rasmus Klumpur smíðar skip
- N: Bamse bygger båt (spätere Ausgabe: Bamse bjørn bygger båt) (1)
- P: Petzi e o seu navio (Petzi und sein Schiff, Nr. 1)
- S: Rasmus Nalle bygger båt (spätere Ausgabe: Rasmus Nalle bygger skepp)
- NL: Pol bouwt een schip

Inhalt: Petzi findet ein Steuerrad und baut daraufhin das Schiff Mary, getauft nach seiner Mutter.

2 (2) Petzi trifft Ursula (1953) (spätere Ausgabe: Petzi und Ursula)
- DK: Rasmus Klump møder Ursula
- E: Pechi y Úrsula (2, 1972)
- FIN: Rasmus Nalle kohtaa Ursulan
- FO: Rasmus Tøppur hittir Ursulu (2)
- I: Petzi e l’isola deserta
- N: Bamse björn går til sjøs (spätere Ausgaben: Bamse møter Ursula (1955) oder Bamse bjørn møter Ursula) (2)
- P: Petzi e a baleia (Petzi und der Walfisch)
- S: Rasmus Nalle möter Ursula

Inhalt: Am Beginn der Reise trifft Petzi die Waldame Walburga und die Teddy-Prinzessin Ursula. Man mag an den Ausflug eines Kindes denken, das zum ersten Mal in seinem Leben in die Großstadt kommt. Das Titelblatt zeigt in den späteren Ausgaben den Wal und nicht die titelgebende Ursula.

3 (3) Petzi trifft Mutter Barsch (Herbst 1954)
- DK: Rasmus Klump træffer Mutter Ansjos
- E: Pechi se encuentra a mamá Perca (3, 1972)
- FIN: Rasmus Nalle ja Rouva Silakka (Petzi und Frau Hering)
- I: Le avventure in mare di Petzi
- IS: Rasmus Klumpur og síldarmamma
- N: Bamse bjørn og fru brisling (Petzi und Frau Hering) (3)
- P: Petzi e a mãe peixe (Petzi und die Fischmutter) (16)
- S: Rasmus Nalle möter mor Ansjovis (spätere Ausgabe: Rasmus Nalle möter fru Strömming)

Inhalt: Fortsetzung der Fahrt; das grüne Beiboot verschenkt Petzi an die Fischdame „Mutter Ansjos“, das rote behält er.

4 (7) Petzi im Siebenschläferland (1956)
- DK: Rasmus Klump i Sysoverland
- E: Pechi en el país de los lirones (4, 1972)
- FIN: Rasmus Nalle Unikekojen maassa (Petzi im Land der Schlafmützen)
- FO: Rasmus Tøppur í svøvnskarvalandi
- I: Petzi nel paese del sonno
- N: Bamse bjørn i syvsoverlandet (4)
- P: Petzi no país do sono (Petzi im Traumland) (4)
- S: Rasmus Nalle i sjusovarlandet

Inhalt: Petzi kommt in ein Land, in dem alle (ver)schlafen, weil der Weckdienst eingeschlafen ist. Das Siebenschläferland ist zwar nicht lokalisierbar, die Bewohner des Landes (Strauß, Löwe, Zebra) lassen jedoch an ein afrikanisches denken.

5 (5) Petzi in den Pyramiden (Herbst 1954) (spätere Ausgabe: Petzi bei den Pyramiden)
- DK: Rasmus Klump i pyramiderne
- FIN: Rasmus Nalle pyramidien maassa
- FO: Rasmus Tøppur í pyramidunum (5)
- I: Petzi alle piramidi
- IS: Rasmus Klumpur skoðar pýramída
- N: Bamse björn i pyramidene (später: Bamse bjørn blant pyramidene) (5)
- P: Petzi nas pirâmides (5)
- S: Rasmus Nalle i pyramiderna

Inhalt: Wenn auch nicht namentlich genannt, handelt es sich hier um einen Ausflug nach Ägypten. Besucht werden die Sphinx sowie die Pyramiden.

6 (8) Petzi auf der Schildkröteninsel (1956)
- DK: Rasmus Klump på Skildpaddeøen
- FIN: Rasmus Nalle Kilpikonnasaarella
- I: Petzi nell’isola delle tartarughe
- N: Bamse bjørn på skilpaddeøya (6)
- P: Petzi na ilha das tartarugas (6)
- S: Rasmus Nalle på sköldpaddsön

Inhalt: Nach dem (diesmal vorübergehenden) Verlust seines Schiffes Mary strandet Petzi auf einer Insel, auf der nur Schildkröten leben. Ob damit die Galápagos-Inseln gemeint sind, kann nur vermutet werden.

7 (6) Petzi am Nordpol (1955)
- DK Rasmus Klump på Nordpolen
- FIN Rasmus Nalle Pohjoisnavalla
- FO: Rasmus Tøppur fer til Norðpólin (7)
- I: Petzi al polo
- N: Bamse bjørn på nordpolen (7)
- P: Petzi no Pólo Norte (7)
- S: Rasmus Nalle vid Nordpolen (spätere Ausgabe: Rasmus Nalle far till Nordpolen)

Inhalt: Nachdem Petzi in Band 2 den (Braun-)Bärenkönig getroffen hat, fährt er zum Nordpol und ist beim Eisbärenkönig zu Gast. Ob damit auch Grönland gemeint ist, bleibt fraglich.

8 (9) Petzi als Bergsteiger (1957)
- DK: Rasmus Klump som bjergbestiger
- FIN: Rasmus Nalle vuoristokiipeilijänä
- FO: Rasmus Tøppur sum fjallaklintrari (8)
- I: Petzi alpinista
- N: Bamse björn klatrer i fjellet (später: Bamse Bjørn som fjellklatrer) (8)
- P: Petzi alpinista (8)
- S: Rasmus Nalle som bergsbestigare

Inhalt: Petzi fährt in das Himalaja-Gebirge, um den Mount Everest zu besteigen. Dabei trifft er auf verschiedene neue Freunde und zuletzt relativ unspektakulär den sagenumwobenen Schneemann.

9 (10) Petzi als Bauer (1958)
- DK: Rasmus Klump på landet
- FIN: Rasmus Nalle maalla (Petzi auf dem Land)
- I: Petzi contadino
- IS: Rasmus Klumpur í sveitinni
- N: Bamse bjørn på landet (9)
- P: Petzi agricultor (9)
- S: Rasmus Nalle på landet

Inhalt: Petzi geht an Land, besucht einen Bauernhof und hilft bei der Aussaat.

10 (11) Petzi bei der Ernte (1959)
- DK: Rasmus Klump høster
- FIN: Rasmus Nalle sadonkorjuussa
- I: Petzi e il grande raccolto
- IS: Rasmus Klumpur og uppskeran
- N: Bamse bjørn høster inn (10)
- P: Petzi faz a colheita (Petzi erntet) (10)
- S: Rasmus Nalle skördar

Inhalt: Es handelt sich um die Fortsetzung von Band Nr. 9. Petzi hilft seinen rustikalen Freunden bei der Ernte und bringt diese in die nahe Stadt.

11 (12) Petzi reist um die Erde (1960)
- DK: Rasmus Klump Jorden rundt
- FIN: Rasmus Nalle maailmanympärimatkalla (Petzi auf der Reise um die Welt)
- I: Petzi fa il giro del mondo
- IS: Rasmus Klumpur í hnattferð
- P: Petzi Dá a Volta ao Mundo (11)
- S: Rasmus Nalle runt jorden

Inhalt: Frei nach Jules Verne: Anstatt um die Erde in 80 Tagen reist Petzi in 50 Tagen um die Welt und folgt auch grob dieser Reiseroute.

12 (13) Petzi als Taucher (1961)
- DK: Rasmus Klump som dykker
- FIN: Rasmus Nalle sukeltaa (Petzi taucht)
- FO: Rasmus Tøppur sum kavari
- I: Petzi palombaro
- IS: Rasmus Klumpur í undirdjúpum
- P: Petzi Mergulhador (12)
- S: Rasmus Nalle som dykare

Inhalt: Erlebnisse am Meeresboden. Schließlich wird bei einem Landgang ein Rummelplatz besucht.

13 (14) Petzi auf der Robinson-Insel (1962)
- DK: Rasmus Klump på Robinson Crusoe’s ø
- FIN: Rasmus Nalle Robinson Crusoen saarella
- I: Petzi nell’isola di Robinson
- P: Petzi na ilha de Robinson (13)
- S: Rasmus Nalle på Robinson Kruses ö

Inhalt: Petzi strandet nach einem Schiffbruch auf der Insel von Robinson Crusoe

14 (15) Petzi in Pingonesien (1963)
- DK: Rasmus Klump i Pingonesien
- FIN: Rasmus Nalle Pingonesiassa
- I: Petzi in Pingonesia
- N: Bamse björn i pingonesia
- P: Petzi na Pingonésia (14)
- S: Rasmus Nalle i Pingonesien

Inhalt: Nach einem Besuch auf einer kleinen Insel, die von einer Känguru-Familie bewohnt wird (die aber ausdrücklich von Australien unterschieden wird) kommt Petzi nun zum Südpol, in Pingos Heimat.

15 (16) Petzi sucht Kuddel-Muddel (1964) (spätere Ausgabe: Petzi sucht Kuddelmuddel)
- DK: Rasmus Klump på jagt efter en møjsengøjser
- FIN: Rasmus Nalle Klumppedumpen jäljillä (Petzi auf den Spuren von Klumppedumpen)
- I: Petzi e il poliziotto (Petzi und der Polizist)
- IS: Rasmus Klumpur á pínukrílaveiðum
- P: Petzi Procura o Gambozino (15)
- S: Rasmus Nalle på jakt efter en klumpeduns

Inhalt: Ein Detektiv sucht mit Petzis Hilfe zunächst einen Pfannkuchenräuber, anschließend einen „Kuddelmuddel“.

16 (4) Petzi auf Schatzsuche (Herbst 1954)
- DK: Rasmus Klump på skattejagt
- FIN: Rasmus Nalle aarteenetsijänä (wörtlich: Rasmus Nalle als Schatzsucher)
- I: Petzi alla ricerca del tesoro
- P: Petzi descobre um tesouro (Petzi findet einen Schatz) (3)
- S: Rasmus Nalle på skattjakt

Inhalt: Anstelle eines „Schatzes“ – ein Wort, worunter er sich nichts vorstellen kann – findet Petzi „nur“ eine wertvoll erscheinende goldene Truhe. Inhaltlich gehört die Geschichte zwischen die Bände 3 und 4, mehr zur „falschen“ Reihenfolge findet man auf der Petzi-Homepage von Stefan Brix.

17. Petzi als König (1965)
- DK: Rasmus Klump bliver konge
- FIN: Rasmus Nalle kuninkaana
- I: Petzi re
- P: Petzi rei (17)
- S: Rasmus Nalle blir kung

Inhalt: Petzi reist in ein Land, in dem alle Bewohner einen Turban tragen und das von Indien inspiriert scheint.

18. Petzi im Schloss (1966)
- DK: Rasmus Klump sjov på slottet (wörtlich: Rasmus Klump schläft im Schloss)
- FIN: Rasmus Nalle satulinnassa (wörtlich: Rasmus Nalle im Märchenschloss)
- I: Petzi al castello
- P: Petzi no castelo (18)
- S: Rasmus Nalle har kul på slottet

Fortsetzung von Nr. 17.

19. Petzi sucht die Zauberhöhle (1968)
- DK: Rasmus Klump i Aladdins hule
- FIN: Rasmus Nalle Aladdinin luolassa (Petzi in Aladdins Höhle)
- I: Petzi e la caverna magica
- P: Petzi na gruta encantada (Petzi in der Zaubergrotte)
- S: Rasmus Nalle i Aladdins grotta

Petzi und seine Freunde besuchen wieder einmal den Fluss mit der Insel des Löwen P. Andersen (im Deutschen: „Paul Andersen“ genannt) und seiner Freundin Lille Lamseben („Lämmchen“). Mit Hilfe einer neuen Schatzkarte suchen und finden sie „Aladdins hule“ („Zauberhöhle“). Mit dem Schatz kehren sie zurück zur Insel …

20. Petzi im Unterseeboot (1969)
- DK: Rasmus Klump i undervandsbåd
- FIN: Rasmus Nalle sukellusveneessä
- I: Petzi e il sommergibile
- IS: Rasmus Klumpur og kafbáturinn
- P: Petzi e o submarino
- S: Rasmus Nalle i undervattensbåt

… auf der Seebär inzwischen ein Unterseeboot konstruiert hatte. Nun steht nichts mehr im Wege, die Unterwasserwelt des Flusses und dessen Bewohner zu entdecken.

21. Petzi und Paffhans (1970)
- DK: Rasmus Klump og Futkarl
- FIN: Rasmus Nalle ja Veturi-Ville (Petzi und Lokomotiven-Ville)
- I: Petzi e il locodrillo Ciuff-Ciuff
- IS: Rasmus Klumpur og Sóti lestarstjóri
- N: Bamse björn og kalle tut tut
- P: Petzi e João Pouca-Terra (vermutlich „Petzi und Hans Wenig-Platz“, Nr. 21)
- S: Rasmus Nalle och Kalle Tuff-Tuff

Inhalt: Petzi hilft einem Krokodil, das eine Dampflokomotive besitzt, weiter zu fahren als nur die wenigen Meter seines Gleises.

22. Petzi und sein kleiner Bruder (1971)
- DK: Rasmus Klump og hans lillebror
- FIN: Rasmus Nalle ja pikkuveli (Petzi und der kleine Bruder)
- FO: Rasmus Tøppur og lítli beiggin (22)
- I: Petzi e il fratellino
- IS: Rasmus Klumpur og litli bróði
- P: Petzi e o Irmão Mais Novo (Petzi und sein kleiner Bruder, Nr. 22)
- S: Rasmus Nalle och hans lillebror

Inhalt: Heimaturlaub für Petzi, bei dem er seinen kleinen Bruder Teddy kennenlernt.

23. Petzi im Doggerland (1972)
- D: Petzi im Dino–Land (späterer Titel ab 1990)
- DK: Rasmus Klump i Fortidsland (Petzi im Vorzeitsland)
- FIN: Rasmus Nalle Saurusten maassa (Petzi im Saurierland)
- I: Petzi in dragolandia
- IS: Rasmus Klumpur kappsigling í furðuheimum
- P: Petzi no país dos bzus (23)
- S: Rasmus Nalle i forntidslandet

Inhalt: In einem seltsamen Land treffen Petzi und seine Freunde Dinosaurier und noch seltsamere Fabelwesen.

24. Petzi beim Wettrudern (1973)
- DK: Rasmus Klump kapsejlads i Fortidsland (Petzi auf Regatta im Vorzeitsland)
- FIN: Rasmus Nalle ja kummat kaverit (Petzi und seltsame Kameraden)
- I: Petzi e la grande gara
- P: Petzi na Regata (24)
- S: Rasmus Nalle får nya vänner

Fortsetzung von Nr. 23.

25. Petzi und die Trolle (1974)
- DK: Rasmus Klump i Troldeskoven (Petzi im Trollwald)
- FIN: Rasmus Nalle peikkometsässä (Petzi im Trollwald)
- I: Petzi e l’albergo magico (Petzi und der Zauberbaum)
- IS: Rasmus Klumpur í kynjaskóg
- P: Petzi e os papões (25)
- S: Rasmus Nalle i trollskogen
- NL: Pol en de bange varkentjes

Inhalt: Ängstliche Schweinchen fürchten sich vor einem seltsamen Waldgeist. In manchen Übersetzungen (z. B. niederländisch bzw. flämisch heißt der Titel Petzi und die ängstlichen Schweinchen)

26. Petzi fährt zur See (1975)
- DK: Rasmus Klump i höj sö
- FIN: Rasmus Nalle lähtee merille
- FO: Rasmus Tøppur fer umborð (26)
- I: Petzi ritorna in mare (Petzi kehrt zurück zur See)
- IS: Rasmus Klumpur fer á sjóinn
- P: Petzi no alto mar (26)
- S: Rasmus Nalle går ombord

Inhalt: Es sollte der Beginn einer neuen Fahrt werden, es wurde eine Fahrt in den Schiffbruch.

27. Petzi sucht die Mary (1976)
- DK: Rasmus Klump blandt hattesvingere (Petzi bei den Hut-Ziehern)
- FIN: Rasmus Nalle päivänpaisteen maassa (Petzi im Sonnenscheinland)
- I: Petzi alla ricerca della „Mary“
- IS: Rasmus Klumpur í hattalandi
- P: Petzi procura o Mary (Petzi sucht die Mary, Nr. 27)
- S: Rasmus Nalle i vänliga landet

Inhalt: Petzi kommt in ein Land, in dem alle den Hut ziehen.

28. Petzi und die Geburtstagskinder (1977)
- DK: Rasmus Klump på fødselsdagssjov
- FIN: Rasmus Nalle laivahakumatkalla (Petzi auf der Reise zurück zum Schiff)
- P: Petzi e o dia dos anjos (28) (Petzi und der Geburtstag)
- I: Petzi e il giorno dei compleanni (Petzi und der Tag der Geburtstagskinder)
- S: Rasmus Nalle vid slingrande floden

Inhalt: Nach dem Verlust des U-Boots machen sich Petzi und seine Freunde auf den Rückweg zu Paul Andersen und treffen auf die Einwohner des Landes, die alle Geburtstag haben.

29. Petzi auf Flussfahrt (1978)
- DK: Rasmus Klump på flodtur
- FIN: Rasmus Nalle jokiretkellä
- I: Petzi e l’avventura sul fiume
- P: Petzi viaja pelo rio (29)
- S: Rasmus Nalle på flodtur

Inhalt: Petzi wird unfreiwillig von einem Ballon mitgenommen.

30. Petzi sucht seinen Großvater (1979)
- DK: Rasmus Klump får brev fra bedstefar (Petzi bekommt einen Brief von Großvater)
- FIN: Rasmus Nalle etsii isoisää (Petzi sucht Großvater)
- I: Petzi va in cerca del nonno (Petzi geht seinen Großvater suchen)
- P: Petzi procura o avô (30)
- S: Rasmus Nalle far åt sydväst

Inhalt: Petzi bekommt eine Einladung seines Großvaters in der Stadt.

31. Petzi als Baumeister (1980)
- DK: Rasmus Klump bygger Radiostation (Petzi baut eine Radiostation)
- FIN: Rasmus Nalle rakentaa radioaseman (Petzi baut eine Radiostation)
- P: Petzi mestre-de-obras („Petzi als Baumeister“, Nr. 31)
- S: Rasmus Nalle bygger en radiostation

Inhalt: Petzis Großvater bittet Petzi, ihm beim Bau eines Rundfunksenders zu helfen.

### Bände 32 bis 37
Die späteren Petzi-Bücher enthalten vor allem Kurzgeschichten mit Sprechblasen. Auch geht es in den Bänden nicht mehr um größere Schiffsreisen, sondern um Abenteuer zu Hause.

32. Petzi trifft Tick-Tack und andere Freunde (1981)
- DK: Rasmus Klump møder Tik-Tak og andre venner
- FIN: Rasmus Nalle tapaa ystäviä (wörtlich: Rasmus Nalle trifft Freunde)
- P: Petzi Encontra o Tic-Tac e outros amigos (32)
- S: Rasmus Nalle möter Tick-Tack och de andra vännerna

Inhalt: Kurzgeschichten

33. Petzi was nun? (1982)
- DK: Rasmus Klump i vanskeligheder
- FIN: Rasmus Nalle seikkailee jälleen (etwa: „Petzi ist zurück mit neuen Abenteuern“)
- P: Petzi tem boas ideias (33)
- S: Rasmus Nalle på nya upptåg

Inhalt: Kurzgeschichten

34. Petzi und der Pfannkuchenräuber (1983)
- DK: Rasmus Klump klarer en rævestreg
- FIN: Rasmus Nalle ja Kettu Kehveli (Petzi und der Fuchs Kehveli)
- P: Petzi e o ladrão de panquecas („Petzi und der Pfannkuchendieb“ Nr. 34)
- S: Rasmus Nalle och räven

Inhalt: Kurzgeschichten

35. Petzi geht baden (1984)
- DK: Rasmus Klump har fart på
- P: Petzi toma banho („Petzi nimmt ein Bad“, Nr. 35)
- S: Rasmus Nalle får upp farten

Inhalt: Kurzgeschichten

36. Petzi und die Gespenster (1985)
- DK: Rasmus Klump i spøgelseshuset
- P: Petzi e os Fantasmas (36)
- S: Rasmus Nalle i spökhuset

Inhalt: Kurzgeschichten

37. Petzi feiert Weihnachten (1990)
- DK: Rasmus Klump holder Jul (ohne Nummer)
- S: Rasmus Nalle firar jul
- N: Bamse bjørns julehefte

Inhalt: Petzi feiert Weihnachten, sowie die Geschichte Petzi und die Weihnachtspost.

### Sammelbände
Bis jetzt sind drei Sammelbände erschienen:
1. Petzi und seine Freunde

enthält die Geschichten oder Teilgeschichten
- Petzi am Äquator
- Petzi als Taucher
- Petzi der Mechaniker
- Petzi am Nordpol
- Petzi im Unterseeboot

Als Titel wurde das Bild von Band 11 (Petzi reist um die Welt) genommen.
2. Petzi und seine Freunde: Die schönsten Petzi-Abenteuer

enthält die Geschichten oder Teilgeschichten
- Petzi trifft Mutter Barsch,
- Petzi im Siebenschläferland
- Petzi bei der Ernte
- Petzi in Pingonesien

Als Titelbild sieht man u. a. Seebär, der einen Schaukelstuhl auf dem Kopf trägt.
3. 60 Jahre Petzi: Die besten Geschichten

enthält die Geschichten oder Teilgeschichten
- Petzi als Taucher (stark gekürzt)
- Petzi und die Geburtstagskinder
- Petzi und der Tintenfisch
- Petzi in China
- Petzi bei den Pyramiden
- Petzi auf der Robinson-Insel
- Petzi als Bergsteiger
- Petzi als Bauer

Das Cover entspricht dem Band „Petzi und die Geburtstagskinder“.

### Dänische Ausgaben 2014
In Dänemark werden mit dem Jahr 2014 die Petzi-Bücher in einer „logischen“ Reihenfolge aufgelegt. So erhält Rasmus klump på skattejagt die richtige Nummer 4 (bisher Nr. 16), wobei der Siebenschläfer- und Pyramidenband auf Nr. 5 und 6 (statt bisher 4 und 5) rutschen.

## Petzi-Titel als Pixi-Bücher

### PIXI-Serie 14 (Nr. 109–116)
- Erschienen 6/1966 als Serie Nr. 14 (Nr. 109–116)
- 1977, 1982, 1983 als Serie Nr. 35 (Nr. 109–116)
- 1989 als Serie Nr. 75 (Nr. 605–612)

Die Geschichten stammen von V. Hansen.
Sie sind z. T. in den Klassik-Bänden zu finden, vgl. „Petzi und die Trolle“ und „Petzi besucht seinen Großvater“. Der Titel „Petzi trifft einen chinesischen Vetter“ ist ein Kurztitel, auf dem Originaleinband ist zu lesen „Petzi trifft einen chinesischen Vetter und einen neuen Nachbarn“.
Diese Serie wurde offenbar unter verschiedenen Nummern aufgelegt.
- Petzi und der Kobold (109, 605)
- Petzi baut einen Schlitten (110, 606)

Dieses Buch wurde außerdem in der Weihnachtsserie 12 „Schlittenfahrt mit Pixi“ (08/1996) als Pixi Nr. 846 aufgelegt
Eine weitere Auflage erfuhr es unter Nr. 1345 in der Weihnachtsserie 19 „Pixis Winterüberraschung“ (09/2004) sowie im Adventskalender 2008
- Petzi hilft dem Briefträger (111, 607)
- Petzi hütet einen Wal (112, 608)
- Petzi trifft einen chinesischen Vetter (113, 609)
- Petzi besucht seinen Großvater (114, 610)

Auch als Nr. 862 aus Serie 102 aufgelegt
- Petzi hat keine Angst (115, 611)
- Petzi erfindet ein Wundermittel (116, 612, 833)

Das Buch ist außerdem unter der Nr. 833 als Einzeltitel im Rahmen der 100. Pixi-Serie bekannt.

### PIXI-Weihnachtsserie W4 (Nr. 441–448)
In der Weihnachtsserie 4 (08/1985) erschien ein Einzelband; die Geschichte erschien auf Deutsch erstmals als Piccolo-Comic der Zeitschrift „Sesamstraße“ im Dezember 1978 (s. u. bei „Petzi bei Gruner & Jahr“).
- Petzi und der Weihnachtsbaum (442)

### PIXI-Serie 60 (Nr. 457–464)
Die Serie 60 „Petzi-Geschichten“ erschien 08/1986. Die Geschichten stammen von V. Hansen.
In zweien löst Petzi das Versprechen an den Mond ein, ihn zu besuchen. („Petzi reist um die Welt“, Band 11). Die Nummer des deutschen und dänischen Pixi-Buches Nr. 461 stimmen überein, so dass dies vermutlich für alle PIXI-Bücher gilt.
- Petzi will fliegen (457) (Rasmus Klump har flyvegriller)
- Petzi als Raumfahrer (458) (Rasmus Klump og måneraketen)
- Petzi und der Ziegenbock (459) (Rasmus Klump passer ged)
- Petzi und der kleine Seebär (460) (Rasmus Klump oplever noget mærkeligt)
- Petzi verirrt sich (461) (Rasmus Klump farer vild)
- Petzi auf dem Mond (462) (Rasmus Klump på månen)
- Petzi und Lehrer Löwes Brille (463) (Rasmus Klump skolelærerens briller driller)
- Petzi hilft seinen Freunden (464) (Rasmus Klump pas på malingen)

### PIXI-Serie 108 (Nr. 913–920)
Im März 1998 erschien die Serie 108 „Neue Abenteuer mit Petzi“. Die Geschichten stammen nicht von W. Hansen, sondern im Stil jener Petzi-Kurzepisoden, die in der „Sendung mit der Maus“ ausgestrahlt wurden.
- Petzi und das fliegende Krokodil (913) -- mit Krokodilbaby Bobo, Krokodildame Lisbeth
- Petzi findet ein Paket (914)
- Petzi fährt nach China (915)-- Die Idee eines anderen PIXI-Buches wird aufgenommen
- Petzi sucht die Sonne (916 + 1612)
- Petzi bei den Pyramiden (917) -- Eine Nacherzählung von Klassik-Band Nr. 5
- Petzi in Pingonesien (918) -- Eine Nacherzählung von Klassik-Band Nr. 14
- Petzi am Ende der Welt (919) -- Das Steuerrad, zentraler roter Faden seit Band 1, geht kaputt.
- Petzi und die fliegende Badewanne (920)

### PIXI-Serie 156 (Nr. 1387–1394)
Die Geschichten sind so nicht mehr von V. Hansen.
- Petzi: Seebär und die Meerjungfrau (1387), Nacherzählung einer in den Klassikbänden entfallenen Geschichte.
- Petzi und das fliegende Bett (1388)
- Petzi und die vergessene Lok (1389)
- Petzi und die Wolpertinger (1390)
- Petzi: Schildkröte erlebt ein Abenteuer (1391)
- Petzi und die Hühner (1392)
- Petzi hilft den Vögeln (1393), im Original Rasmus Klump hjælper Pips
- Petzi und die Dampfwalze (1394)

### Puzzle, Pixi Serie 165 (1478–1487)
Daneben gibt es noch – als PIXI-Buch nummeriert, aber als Bestandteil der Serie 165 „Pixi Puzzle“ (11/2006)
- Pelle, Petzi und Pingo (abgebildet sind jedoch Seebär, Petzi und Pingo!) (1481)
- Puzzle Pingo und Petzi (1486)

### Einzeltitel (Nr. 1612)
- 1612 Petzi und die Sonne (Bestseller-Pixi) (06/2008)

## Petzi-Titel als Lesemaus-Buch
1983 erschien ein Einzelband im Rahmen der Lesemaus-Weihnachts-Bücher, der mit dem Pixi-Buch 442 weitgehend identisch ist.
- Petzi und der Weihnachtsbaum (08153)

## Petzi bei Gruner & Jahr
Von September 1977 bis November 1977 veröffentlichte der Verlag Gruner und Jahr (Hamburg) die Comiczeitschrift „Petzi und alle seine Freunde“. Insgesamt erschienen vier Ausgaben (20–23/1977) mit alten Geschichten. Der Zeitschrift war – ähnlich wie bei Yps – ein Gimmick beigefügt.

Von Juli 1978 bis Mai 1979 erschien Petzi auch als 32-seitige Comic-Beilage im sog. „Piccolo-Format“ (mit Sprechblasen) der Kinderzeitschrift Sesamstraße, die von Februar 1973 bis Mai 1979 bei Gruner und Jahr von der Redaktion der Zeitschrift Eltern erstellt wurde. Mit einer Ausnahme erschienen diese Geschichten nie wieder auf Deutsch; es gibt keine Angaben zum Zeichner, nur eine Geschichte (Petzi und der Weihnachtsbaum, erschien später in der Reihe Pixi-Bücher als Nummer 442) war von Vilhelm Hansen signiert. Alle Geschichten hatten jedoch den Copyrightvermerk (C) PIB/Carlsen-Verlag Reinbek. 1979 wanderten die Rechte an der Sesamstraße an den Condor Verlag (Frankfurt am Main).

Die alte Sesamstraße-Redaktion brachte ab Juni 1979 die Zeitschrift Safran heraus, zu der ebenfalls ein 32-seitiges Petzi-Heft im Piccolo-Format mit neuen Geschichten gehörte. Safran wurde Anfang 1980 eingestellt. Insgesamt erschienen folgende Geschichten:
- Petzi und seine Freunde bekommen Post vom Südpol (Sesamstraße 7/78)
- Petzi im Land der Indianer (Sesamstraße 8/78)
- Der geheimnisvolle Brief (Sesamstraße 9/78)
- Wunder aus Fässern (Sesamstraße 10/78)
- Das Pfannkuchenfest (Sesamstraße 11/78)
- Petzi und der Weihnachtsbaum (Sesamstraße 12/78) (inhaltlich identisch mit Pixi-Buch 442, s. o.)
- Eine seltsame Töpferei (Sesamstraße 1/79)
- Beim Schlittschuhlaufen (Sesamstraße 2/79)
- Eine Reise nach Afrika (Sesamstraße 3/79)
- Tauchen macht Spaß (Sesamstraße 4/79)
- Auf dem Rummelplatz (Sesamstraße 5/79)
- Das Sportfest (Safran 6/79)
- Petzi im Zoo (Safran 7/79)
- Die Waschmaschine (Safran 8/79)
- Nachts im Wald (Safran 9/79)
- Seebär wird König (Safran 10/79)
- Vorsicht Juwelenräuber (Safran 11/79)
- Pingo ist verschwunden (Safran 12/79)
- Seebär ist verschwunden (Safran 1/80)
- Petzi und das schwarze Alpenveilchen (Safran 2/80)

## Spätere Ausgaben und nicht in Deutsch erschienene Bände
Ab Band 38 wurde von Per Sanderhage der Versuch unternommen, die Petzi-Abenteuer weiterzuschreiben. Auf dem Titelblatt bzw. in den Comics fehlt die Unterschrift Vilhelm Hansens, dennoch bezeichnen die Fans die Weiterführung der Geschichte im Stile Hansens als gelungen.
- 38. Petzi in China (DK: Nr. 37 Rasmus Klump i Kina)
- 39. Petzi und das Luftschiff (DK: Nr. 38: Rasmus Klump og Luftskibet)
- 40. Petzi und der Tintenfisch (DK: Nr. 39: Rasmus Klump og malersprutten)

Die folgenden Bände haben keine Nummer mehr bekommen. Sie sind  teilweise in andere Sprachen übersetzt worden.
- 8 små historier med Rasmus Klump og hans venner og hans venner(8 kurze Geschichten mit Petzi und seinen Freunden, 1987)

Inhalt: Acht zwei bis vierseitige Kurzgeschichten mit Petzi und seinen Freunden. Das Buch erschien 1986 in Schweden als  „Rasmus Nalle på nya äventyr“.
- Rasmus Nalle och den gåtfulla spåret (Petzi und die geheimnisvolle Spur, 1993)

Inhalt: An einem Wintertag finden Petzi und seine Freunde eine Spur im Schnee. Stammt sie von Bigfoot oder Yeti?  Das Buch ist bisher  nur in Schwedisch bekannt.
- Rasmus Klump har besøg (Petzi hat Besuch, 1994)

Eine schwedische Ausgabe lautet „Rasmus Nalle får oväntat besök“.
- Rasmus Klump i Mexico (Petzi in Mexiko, 1998)

Inhalt: Die Crew der Mary II besucht Pepe Pepito in Mexico. Auf dem Weg zu ihm passiert sie Wüsten, Canyons, temporäre Flüsse und reist in einem Heißluftballon.
- Rasmus Klump på kageøen (Petzi auf der Kucheninsel, 1999)

Inhalt: Nachdem Kaufmann Grisso einige Lebensmittel nicht mehr vorrätig hat, gehen Petzi und Pingo fischen. Dabei entdecken sie eine Insel, auf der ein Bäcker ohne Kundschaft lebt.
- Rasmus Klump og den røde bil  (Petzi und das rote Auto, 2000)

Das Buch erschien inzwischen auf Deutsch.
- Rasmus Klump redder prinsesse Nanna  (Petzi rettet Prinzessin Nana, 2001)
- Das Buch erschien inzwischen auf Deutsch.
- Rasmus Klump og pandekageskibet (Petzi und das Pfannkuchenschiff, 2002)
- Rasmus Klump laver en film (Petzi dreht einen Film, 2002)
- Rasmus Klump besøger muldvarperne (Petzi und der Maulwurf, 2005)
- Rasmus Klump og påskeharen (Petzi und der Osterhase, 2006)
- Rasmus Klump i hopla (Petzi Hopplahop, ca. 2007)

Inhalt: Um das Kätzchen seines kleinen Bruders vom Baum herabzuholen, zieht sich Petzi Sprungfedern an. Anschließend kann er nicht mehr aufhören zu springen – eine Episode aus „Petzi als Bergsteiger“ läßt grüßen. Das Buch ist in einer isländischen Ausgabe von 2008  (Rasmus Klumpur Á Gormum) bekannt.
- Rasmus Klump i Tivoli (Petzi im Freizeitpark Tivoli, 2010)

Inhalt: Die „Mary“ wird von einem Sturm in die Luft gewirbelt und landet schließlich mitten im Kopenhagener Freizeitpark Tivoli. Erster bekannter Auftritt des Teddymädchens „Mille“.
- Rasmus Klump har Fødseldag (Petzi hat Geburtstag, 2011).

Inhalt: Petzi wundert sich, wieso der 17. November 2011 im Kalender rot angestrichen ist, bis er merkt, dass es sein Geburtstag ist. Der Versuch, eine Feier auszurichten misslingt, da alle seine Freunde bereits eine Party anderswo organisiert haben. Auftritt vieler Personen aus den klassischen Petzi-Büchern.
- Petzi auf großer Reise   2016

(Originaltitel unbekannt)
- Rasmus Klump på vulkaner (Petzi und der Vulkan, 2017)

Das Buch erschien inzwischen auf Deutsch.
- Rasmus Klump og Lille Spøjs (Petzi und der kleine Spukgeist, Jahr unbekannt)
- Rasmus Klump og sørøverskatten (Petzi und die Piratenkatze, Jahr unbekannt)
- Rasmus Klump som brandmand (Petzi als Feuerwehrmann, Jahr unbekannt)
- Rasmus Klump og kuk - kuk - uret (Petzi und die Kuckucksuhr, Jahr unbekannt)
- Rasmus Klump og Café Fanten (Petzi und das Elefantencafé, Jahr unbekannt)
- Rasmus Klump i Pandekagerland (Petzi im Pfannkuchenland, Jahr unbekannt)

Hier handelt es sich eher um ein Kochbuch für Pfannkuchen mit einer kurzen Rahmenhandlung

## Die belgischen Casterman-Ausgaben von 1985–1990
1985–1990 legte der belgische Verlag Casterman die Petzi-Geschichten chronologisch in Albenform und mit Sprechblasen versehen neu auf. Diese Edition orientierte sich nicht an den klassischen dänischen Rasmus-Klump-Büchern, in denen einzelne Szenen fehlten. Vielmehr sind die Geschichten relativ komplett erzählt und erscheinen in der erzählerisch richtigen Reihenfolge. Aufgrund des Hochformates und der Einfügung von Sprechblasen sind die einzelnen Panels jedoch meist beschnitten und bearbeitet. Die Serie erschien in Deutsch, Französisch, Flämisch (Niederländisch), Norwegisch, Spanisch, Katalanisch und Portugiesisch, wurde jedoch in allen Ländern eingestellt, so in Deutschland nach dem 4. Band („Petzi trifft Mutter Barsch“).

Die meisten Bände erschienen in Belgien, hier reichte die Veröffentlichung zunächst bis Band 20 oder 21 (Zerstörung des 1. Schiffes, Bau eines neuen Schiffes), spätere Bände orientieren sich wieder an den Klassik-Ausgaben.

Gegenüber den Zeitungsstrips fehlen nur wenige Panels, vor allem zu Beginn der Serie: Während im Vergleich zu den Streifencomics von Bild 1 bis 40 nur 26 vorhanden sind (bei den Klassik-Bänden 12 !) sind ansonsten die ersten 100 Bilder komplett übernommen (In den Klassik – Bänden ergibt sich auch weiterhin ein „Schwund“ von 50 %).

### Erste Reise
1. Pol wordt kapitein / Petzi construit son bateau

Beginn des Schiffbaus
2. Pol kiest het ruime sop („sticht in See“) / Petzi lève ancre

Ende des Schiffbaus
3. Pol op een onbewoond eiland / Petzi et la baleine

Begegnung mit dem Walfisch
4. Pol ontmoet een nieuwe vriend / Petzi et le gros poisson

Begegnung mit Prinzessin Ursula und Mutter Barsch
5. Pol vindt een schat / découvre en trésor

Petzi auf Schatzsuche
6. Pol in het Land van de Slaap / au pays du sommeil

Reise ins Siebenschläferland, Heimkehr
Diese 6 Bücher existieren auch auf Katalanisch, Bücher Nr. 1–4 sind auch in Spanisch bekannt. Vermutlich wurden die Bände aus dem Französischen übersetzt, da in beiden Ausgaben die französischen, nicht die traditionellen Namen der Akteure verwendet werden (Petzi statt Pechi, Rikki statt Pelle, Almirall/Almirante statt oso marino für Seebär und Carolina statt La Tortuga).

### Zweite Reise
7. Pol in het land van de piramiden / Petzi aux pyramides

Besuch der Pyramiden, Schiffsverlust auf der Schildkröteninsel
8. Pol bij de Schildpadden / Petzi dans l´île aux tortues

Abenteuer auf der Schildkröteninsel.
9. Pol gaat onder water / Petzi en plongée

Begegnung mit König Neptun und Tauchgang
10. Pol op reis / Petzi en voyage

Bei den Abenteuern im Zirkus verlässt der Frosch die Crew, der Papagei kommt neu hinzu.
Unterwegs zum Nordpol bekommt Petzi seine blaue Mütze.
11. Pol en de koning van de noordpool / Petzi au pôle nord

Abenteuer am Nordpol
12. Pol in het toverwoud / Petzi dans la forêt enchantée

Petzi hilft den ängstlichen Schweinchen
13. Pol en zijn kleine broertje / Petzi et son petit frère

Petzi trifft nach der Heimfahrt seinen kleinen Bruder, alle zusammen besuchen die Schule.

### Dritte Reise
14. Pol in de bergen / Petzi alpiniste

Pol klettert auf den Mount Everest
15, Pol en de hupsikee / Petzi et la détective

Nach Aufbruch vom Himalaja und der Suche nach dem „Kuddelmuddel“…
16. Pol en de krokotuf / Petzi et la locomotive

… begegnet Petzi dem Krokodil namens Paffhans.
17. Pol en boer geitebart / Petzi fermier

Petzi betätigt sich als Bauer, der sät …
18. Pol stroopt zijn mouwen op / Petzi fait la moisson

… und erntet.
19. Pol en de pingo’s / Petzi chez les pingouins

Nach einer Reise zu den Kängurus und in Pingonesien kommt Petzi wieder zu Hause an.

### Vierte Reise
Auf der Vierten Reise wird die Mary I zerstört, ein neues Schiff, die Mary II, wird gebaut.
20. Pol redt de Admiraal („Petzi rettet Seebär“) / Petzi part en mer

Nach einem neuen Aufbruch wird Petzis Schiff zerstört…
21. Pol Bouwt Een Modderhuis (später als „Pol op het Robinson Eiland“ erschienen) / Petzi dans l’île Robinson

… und man richtet sich auf der Robinson Insel ein. (Das Erscheinen dieses Bandes ist nicht nachgewiesen, wurde aber in Band 20 angekündigt)

### Spätere Ausgaben
Die folgenden Titel wurden 2005–2007 aufgelegt, vermutlich basieren sie auf den klassischen Petzi-Ausgaben, die in Klammern angegeben sind.
21. Petzi sur l’île de Robinson (Petzi auf der Robinson-Insel)

22. Petzi et les animaux de la lune (Petzi im Doggerland)

23. Petzi en Chine (Petzi in China)

24. Petzi et ses amis (Petzi und die Geburtstagskinder)

25. Petzi et les machines volantes (Petzi und das Luftschiff)

26. Petzi toujours prêt! (Petzi und der Tintenfisch)

## Gesamtausgabe 2013
Im Oktober 2013 erschien der erste Teil einer zweibändigen Petzi-Gesamtausgabe, die alle verfügbaren Geschichten enthält.

Außerdem enthält es ein ausführliches Vor- sowie Nachwort, in dem Per Sanderhage Hintergrundinformationen über Petzi, Carla und Vilhelm Hansen gibt.
Die Geschichten sind Nachdrucke der Zeitungsstrips. Dadurch sind sie schwarz-weiß, aber dafür enthalten sie die kompletten ungekürzten Abenteuer, im Gegensatz zu allen anderen Ausgaben fehlt kein Bild.

## Sonderbände
Daneben erschienen auch folgende Bildbände:
- „Mit Petzi durch das Jahr“ (1972, „Året rundt med Rasmus Klump“, „Året runt med Rasmus Nalle“, „Con Petzi durante l’anno“). Inhalt: Auf 12 Seiten erleben die sechs Hauptdarsteller die zwölf Monate des Jahres: z. B. Schlittenfahrt und Schneemann, das Erblühen der Erde und die Ernte, die Herbststürme und schließlich einen Seebär als Weihnachtsmann.
- „Petzi will Angeln“ (1975, „Rasmus Klump på fisketur“, „Rasmus Nalle på fisketur“, „Petzi va a pescare“). Inhalt: Ein Nachmittag mit Petzi & Co, den die Freunde u. a. beim Angeln verbringen aber auch beim Sammeln von Früchten für den heimischen Pfannkuchen.
- Stapellauf mit Petzi (1991; Popup-Buch)